# Holy Camp!
Pour plus de détails, voir Fiche technique et Distribution.
Holy Camp! (La llamada) est un film espagnol réalisé par Javier Ambrossi et Javier Calvo, sorti en 2017.

## Synopsis
María et Susana, deux adolescentes rebelles et fans de musique, passent leur été dans un camp de vacances catholique.

## Fiche technique
- Titre : Holy Camp!
- Titre original : La llamada
- Réalisation : Javier Ambrossi et Javier Calvo
- Scénario : Javier Ambrossi et Javier Calvo d'après leur pièce de théâtre
- Musique : Leiva
- Photographie : Migue Amoedo
- Montage : Marta Velasco
- Société de production : Apache Films, Film Factory, Lo hacemos y ya vemos, Orange, Radio Televisión Española, Sábado Películas et Televisió de Catalunya
- Pays :  Espagne
- Genre : Film musical et comédie romantique
- Durée : 108 minutes
- Dates de sortie : 
  - Espagne : 29 septembre 2017

## Distribution
- Macarena García : María
- Anna Castillo : Susana
- Belén Cuesta : Milagros
- Gracia Olayo : mère Bernarda
- Richard Collins-Moore : Dios
- María Isabel Díaz Lago : Janice
- Secun de la Rosa : Carlos
- Víctor Elías : Joseba
- Esty Quesada : Marta
- Mar Corzo : sœur Chelo
- Loli Pascua : sœur Loli
- Henry Méndez : Cantante
- Llum Barrera : sœur Chusa
- Noemí Arribas : sœur Noemí
- Olalla Hernández : sœur Reme
- Olga Romero : sœur Gladys
- Trinidad Vaquero Mallol : sœur Paquita
- Claudia Traisac : une fille du camp

## Distinctions
Le film a été nommé pour cinq prix Goya et a remporté celui de la meilleure chanson originale pour le titre La llamada de Leiva.